# Роботник (Гірськомарійський район)
Робо́тник (рос. Работник, марій. Работник) — присілок у складі Гірськомарійського району Марій Ел, Росія. Входить до складу Озеркинського сільського поселення.

## Населення
Населення — 12 осіб (2010; 24 у 2002).
Національний склад (станом на 2002 рік):
- росіяни — 63 %
- марі — 29 %